# Adrian Iencsi
Adrian Mihai Iencsi (Piatra Neamţ, 15 de março de 1975) é um futebolista romeno.
Começou em 1993, no Ceahlăul, equipe de sua cidade natal. Nesta época, jogou pela seleção romena sub-21.
Em seguida, migrou, por empréstimo para o Cetatea Târgu Neamţ, mas não teve muito sucesso por lá. Então foi para o Rapid Bucureşti, cuja primeira passagem durou de 1997 a 2004, quando se transferiu para o Spartak.
Pela equipe vermelha de Moscou, disputou 37 partidas e marcou dois gols. Sem espaço no Spartacus, Iencsi decidiu retornar à Romênia, e ao clube que o projetou. Mas sua segunda passagem pelo Ceahlăul foi inglória: apenas dez partidas e um gol assinalado. Também teve fugazes atuações pelo Kapfenberger, um time de pequena expressão da Áustria, e pelo cipriota Apollon Limassol, também sem muito sucesso.
Sem alternativas, Iencsi optou por retornar novamente à Romênia, e ao Rapid, clube onde se consagrou.

## Seleção Romena
Pela Seleção Romena, Iencsi disputou trinta partidas, e marcou um gol.